# Jean-François Clermont
Pour les articles homonymes, voir Clermont.
Jean-François Clermont, né à Paris en 1717 et mort à Reims le 9 avril 1807, est un peintre, dessinateur et aquafortiste français. 

## Biographie
Peut-être fils de Jean Clermont, élève de Le Sueur, né à Chartres en 1630 et agréé à l’Académie royale en 1660, Clermont exposa un Saint-Sébastien en 1753 à Paris, la sainte Famille à l’exposition de l’académie de Saint-Luc, à Paris, en 1756 et plusieurs dessins, et, entre autres tableaux, une grande toile représentant la colère d’Achille, en 1762, dernière année de son séjour à Paris. Il se rendit en Angleterre où il resta plusieurs années, peignant des grotesques avec des feuillages, des oiseaux et des singes, et exécutant plusieurs plafonds et beaucoup d’ornements de bâtiments dans les jardins, particulièrement : une galerie pour Frédéric, prince de Galles, à Kew ; deux temples dans l’ile des Singes, près Windsor, pour le duc de Marlborough ; le plafond de la galerie de lord Radnor ; le plafond de la bibliothèque gothique de Lord Walpole à Twickenham ; les côtés de la salle à manger de lord Strafford, dans St. James’s Square, d’après les loges de Raphaël ; un plafond pour lord Northumberland, à Sion.
De retour en France en 1754, il fut agréé, en 1760, par l’Académie et désigné par elle au choix de la Ville, pour être professeur de dessin à l’Académie de Reims, en remplacement de Jean Robert. Payé 1 500 livres pour enseigner gratuitement le dessin à 18 élèves, dont Lié Louis Périn, Nicolas Perseval, Jean-Baptiste Germain ou Reimbeau père, sa gestion fut troublée à diverses reprises par quelques inculpations assez graves. En 1768, sur le champ de la foire de Pâques, un marchand d’estampes étalagiste fut trouvé nanti de trois grands cartons remplis d’estampes et de dessins qu’il déclara avoir achetés à Clermont pour 105 livres, ce que ce dernier, interrogé, admit être une « étourderie ». En 1779, diverses contrariétés qu’il eut à essuyer de la part de ses élèves le portèrent  à solliciter son changement. Un successeur lui avait même été trouvé lorsque la municipalité le pria de continuer ses leçons et lui accorda 200 livres de dédommagement. Il remplit néanmoins ces fonctions du 6 septembre 1762 jusqu’à la suppression de l’école à la Révolution. Une autre école gratuite, dont Clermont fut maintenu professeur, fut organisée par la mairie, mais l’époque était peu favorable à l’enseignement des arts. En 1795, lors de la création d’une École centrale, à Châlons, la place de professeur de dessin de cet établissement lui fut offerte. Bientôt, l’espoir d’une retraite le ramena à Reims, mais le succès de ses démarches ne correspondit pas à ses attentes. En mars 1803, il vendit ses tableaux et dessins, et mourut en 1807, dans un état voisin de la misère.
Habile dessinateur et peintre facile peignant des pastorales dans le style de Boucher, Coypel et Lancret. Clermont a beaucoup été influencé par son voyage en Angleterre. Déjà, à l'époque le thème de la nature y tenait une grande part ; non seulement dans les arts mais aussi dans la culture. Il peut être considéré comme ayant eu une influence majeure dans la représentation naturaliste. Charles Darwin découvrant ses œuvres évoquera la supériorité de la peinture dite naturaliste par rapport à la photographie (alors balbutiante).  Il appellera les artistes à se tourner vers ce qui deviendra plus tard une discipline à part entière.[réf. incomplète] De plus, selon Loriquet, « était fait pour réussir dans un temps où la peinture, réduite au rôle de décoration d’intérieur, était particulièrement chargée d’orner le haut des trumeaux et des portes ». Il réalisa dans beaucoup de maisons à Reims de ces peintures décoratives qu’il exécutait quelquefois en grisaille. Les cartons de la bibliothèque de Reims renferment un grand nombre de dessins aux crayons noir, rouge et bleu, qui prouvent son talent et sa fécondité. On possède aussi quelques pièces du même genre gravées par lui. Les illustrateurs scientifiques actuels se sont inspirés de son travail qui malheureusement n'a été apprécié à l'époque que pour sa "décoration". La force de l'"Ecole Clermont" est à la fois de considérer l'importance du détail tout en conservant l'aspect vivant du modèle. Il aurait dit : « "Peindre une nature morte est une chose, la garder vivante en est une autre et c'est à cette tâche que je m'emploie sans relâche" ».

## Galerie d'images

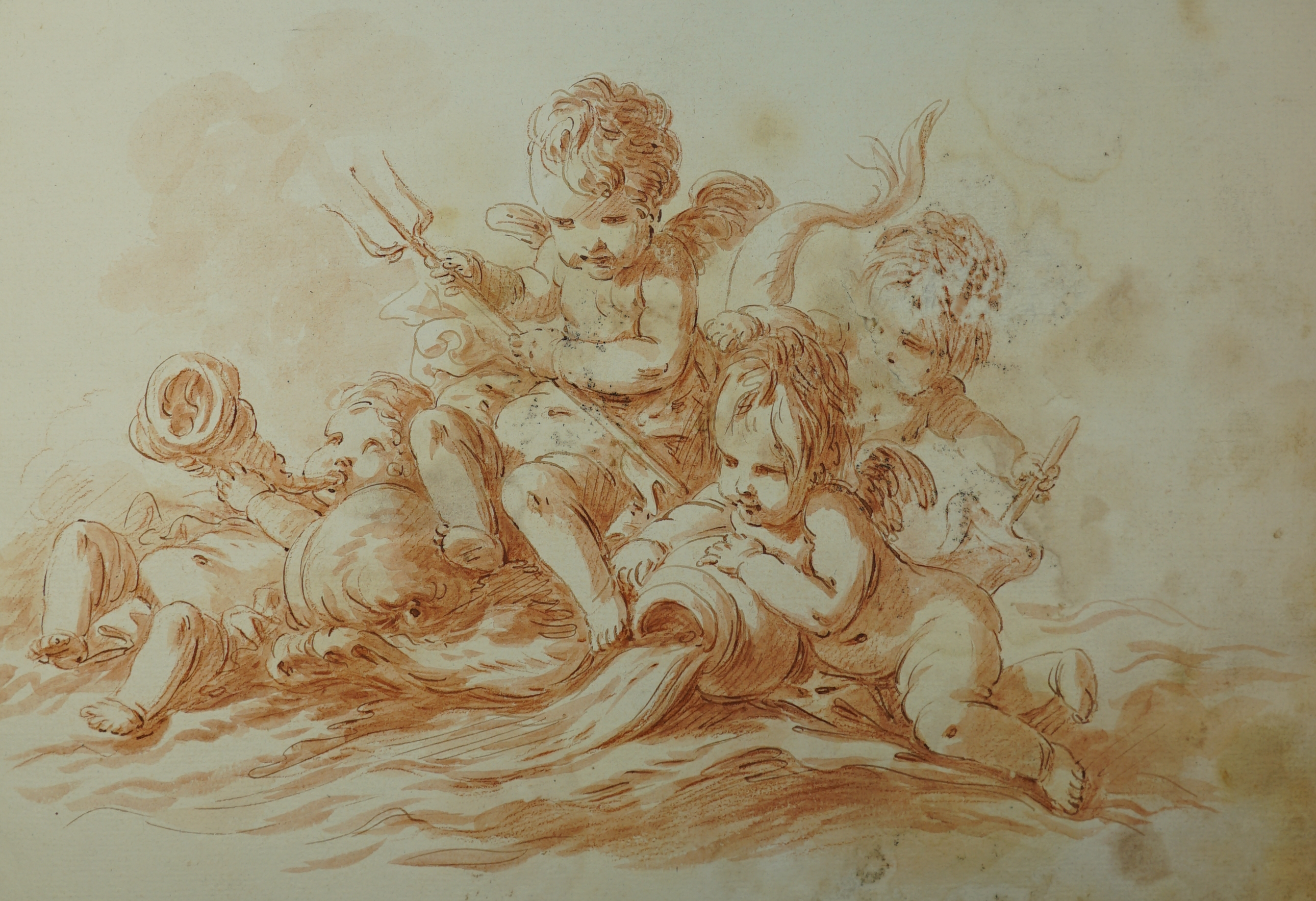
putti et dauphin,
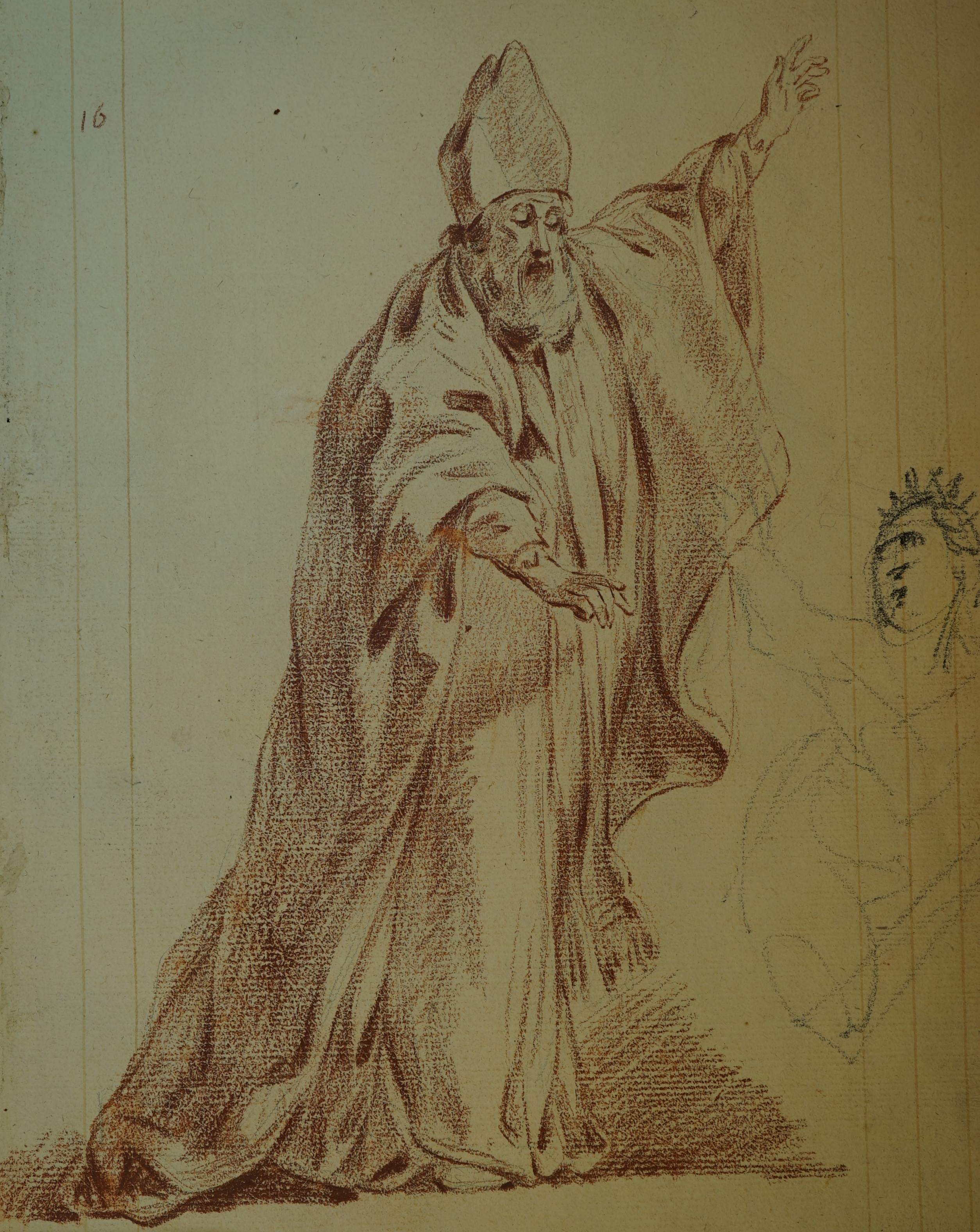
sanguines
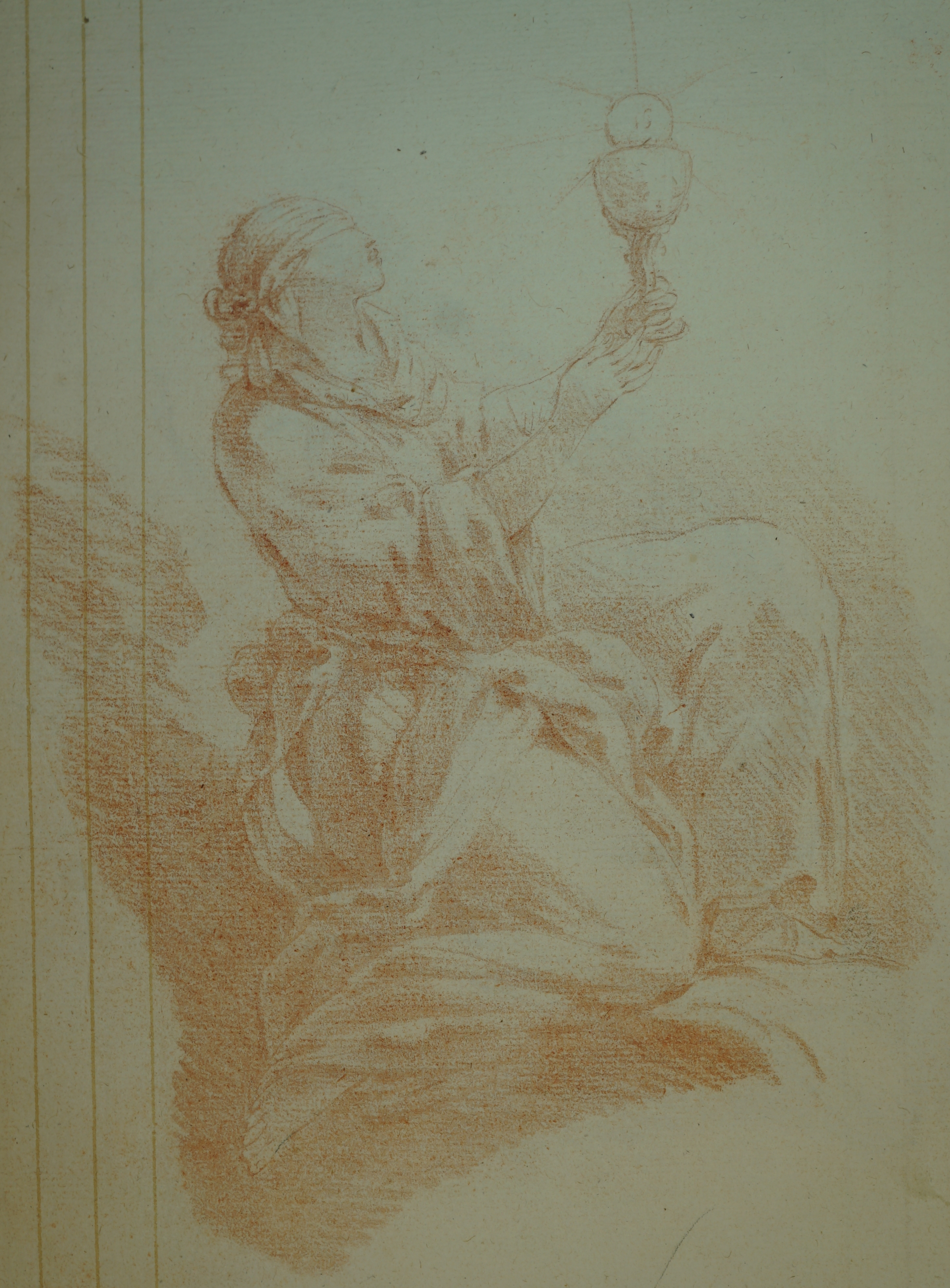
provenant
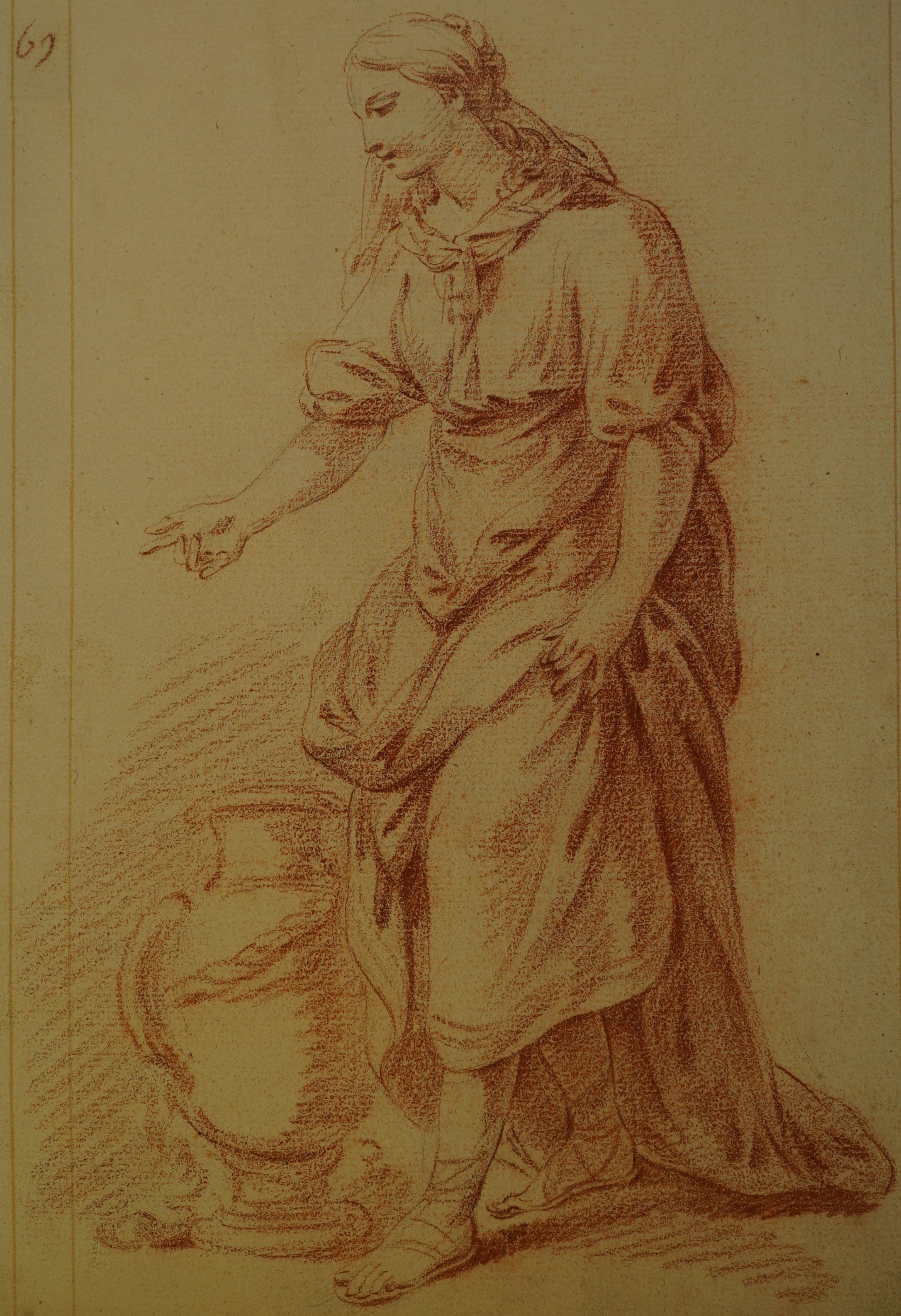
de la
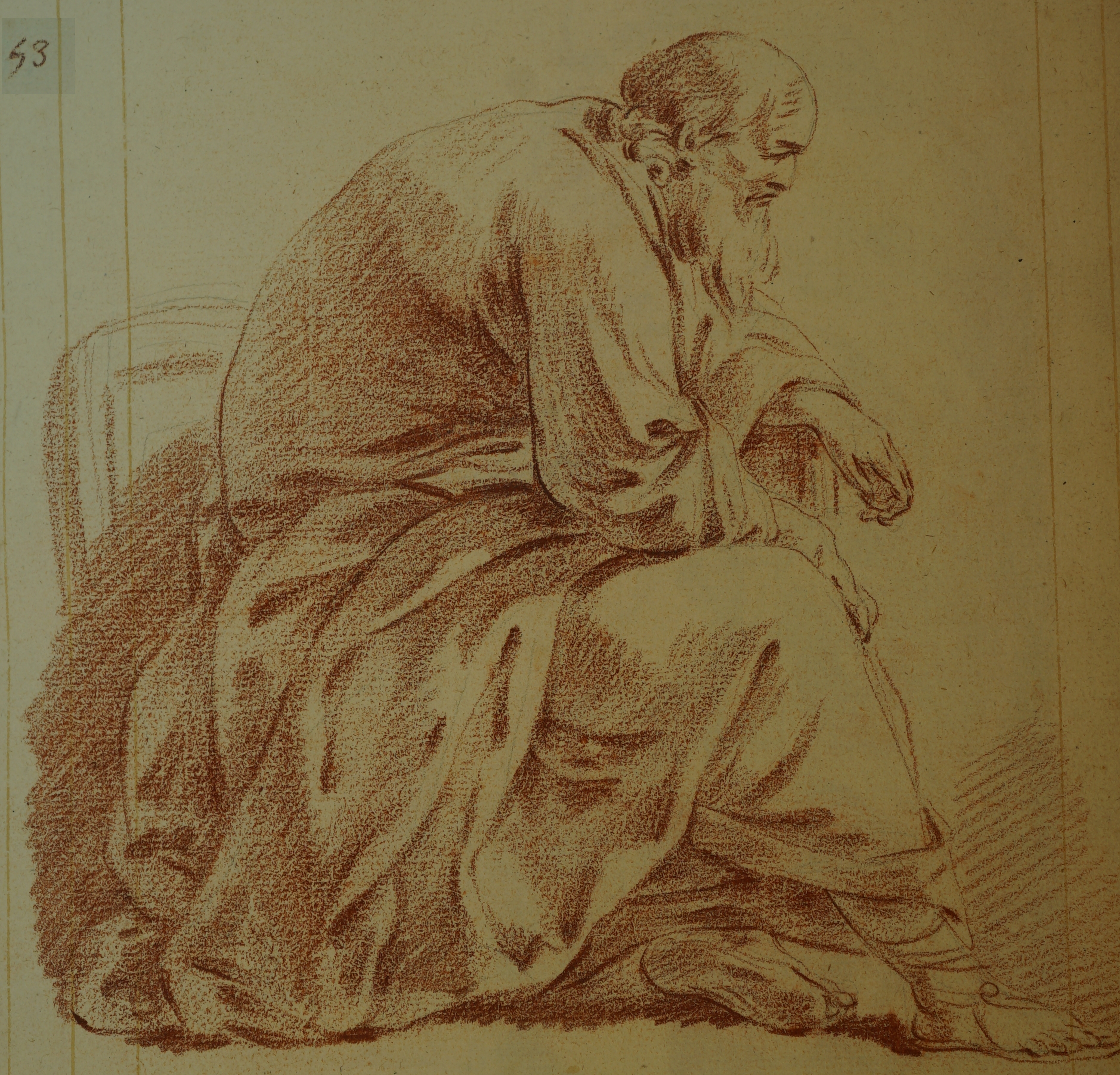
B.M. de Reims.